# Heteronymphon ponsitor
Heteronymphon ponsitor is een zeespin uit de familie Nymphonidae. De soort behoort tot het geslacht Heteronymphon. Heteronymphon ponsitor werd in 1982 voor het eerst wetenschappelijk beschreven door Child. 